# Kostrzewa leśna
 Kostrzewa leśna  (Festuca altissima  All.) – gatunek rośliny z rodziny wiechlinowatych. Bywa uprawiana jako roślina ozdobna.

## Zasięg występowania
Występuje w całej niemal Europie i w zachodniej Azji na obszarach o klimacie umiarkowanym i zimnym. W Polsce jest gatunkiem dość rozpowszechnionym na południu, zachodzie i północnym zachodzie; bardzo rzadkim w środkowej części kraju i na wschodzie.

## Morfologia

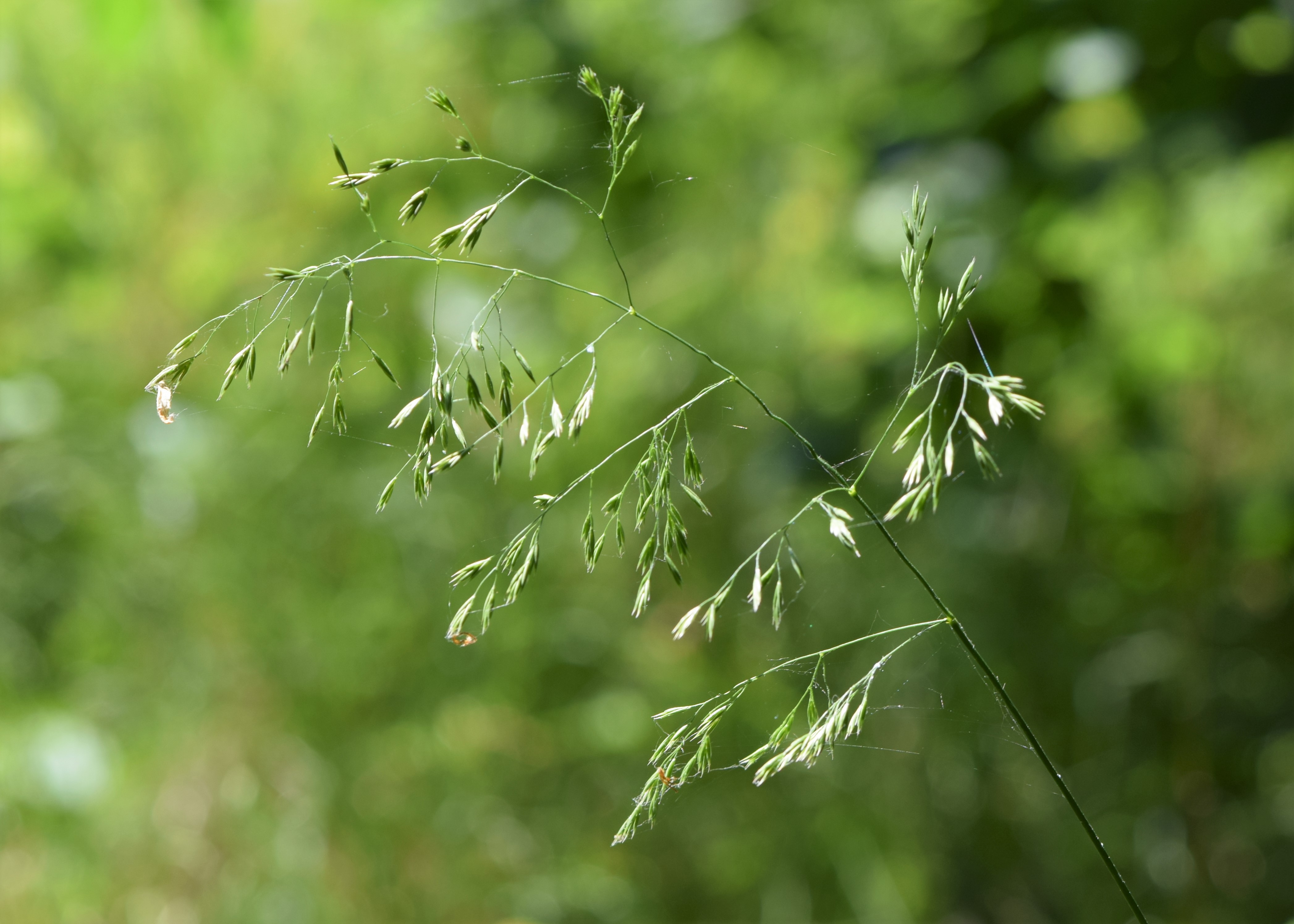
Kwiatostan

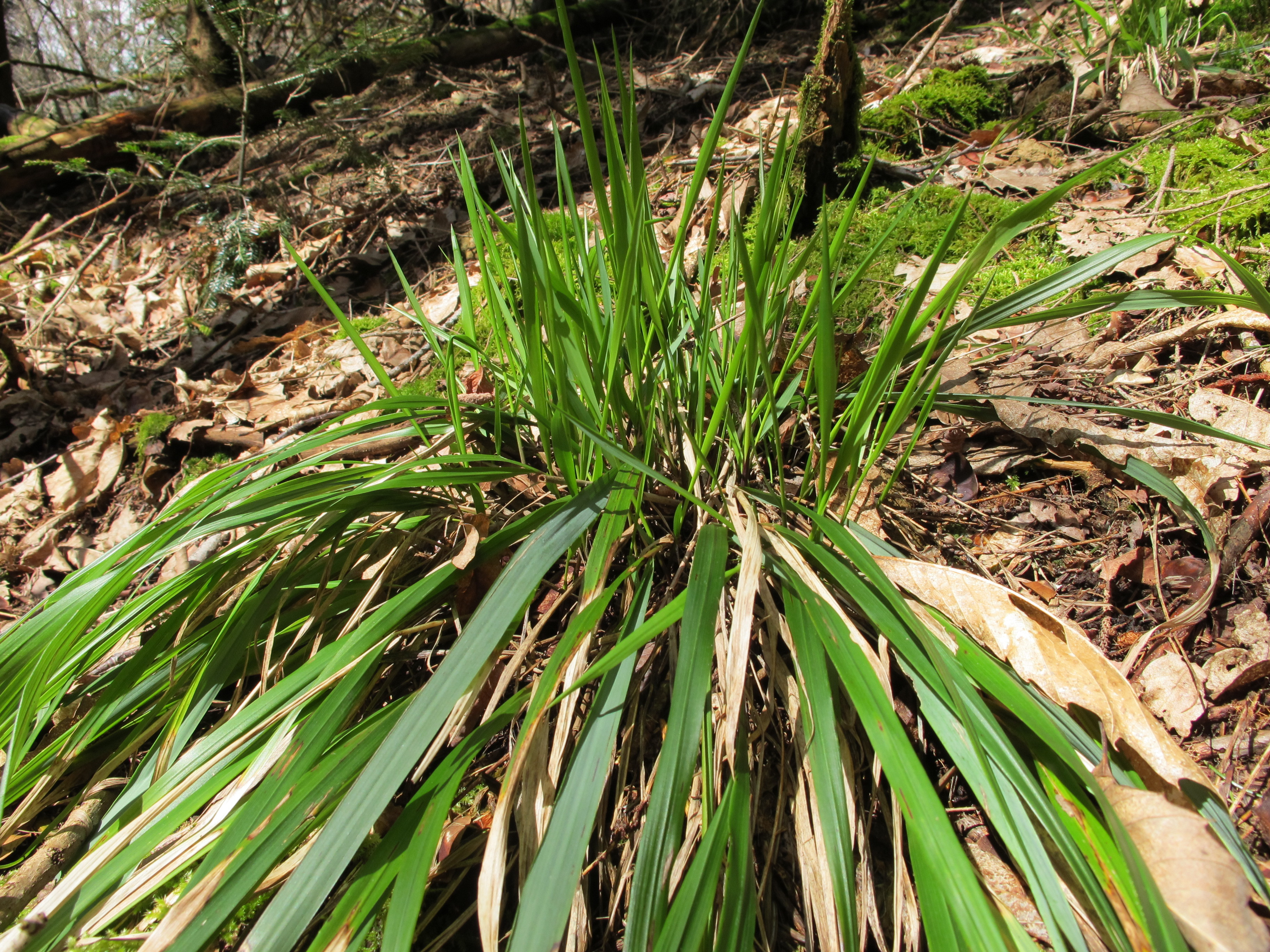
Liście

PokrójWieloletnia, bez kłącza, wysoka luźnokępkowa żywo zielona trawa. W słońcu przybiera barwę żółtawo-zieloną.
ŁodygaWysoka, słabo ulistniona, o źdźbłach łukowato podnoszących.
LiścieZwisające, płaskie z wyraźnie zaznaczonym kilem o długości od 20 do 60 cm, szerokie od 0,5 do 1,5 cm czasami do 3 cm, górą niebieskawo-zielone, dołem żywozielone.
Kwiatyduża, luźna wiecha, zwieszona na szczycie, o długich szorstkich, falisto powyginanych cienkich gałązkach, o długości od 10 do 20 cm, kłoski o długości od 5 do 8 mm, na każdym piętrze najwyżej 2 gałązki, gałązki często wężykowate, w okresie kwitnienia początkowo skierowana na wszystkie strony. Kwitnie czerwiec–lipiec.
Gatunek podobnyTrzcinnik leśny (Calamagrostis arundinacea). Jest też nieco podobna do kostrzewy olbrzymiej, od której różni się bardziej kępiastym pokrojem, brakiem uszek u wylotu pochew i występowaniem porozcinanych języczków.

## Biologia i ekologia

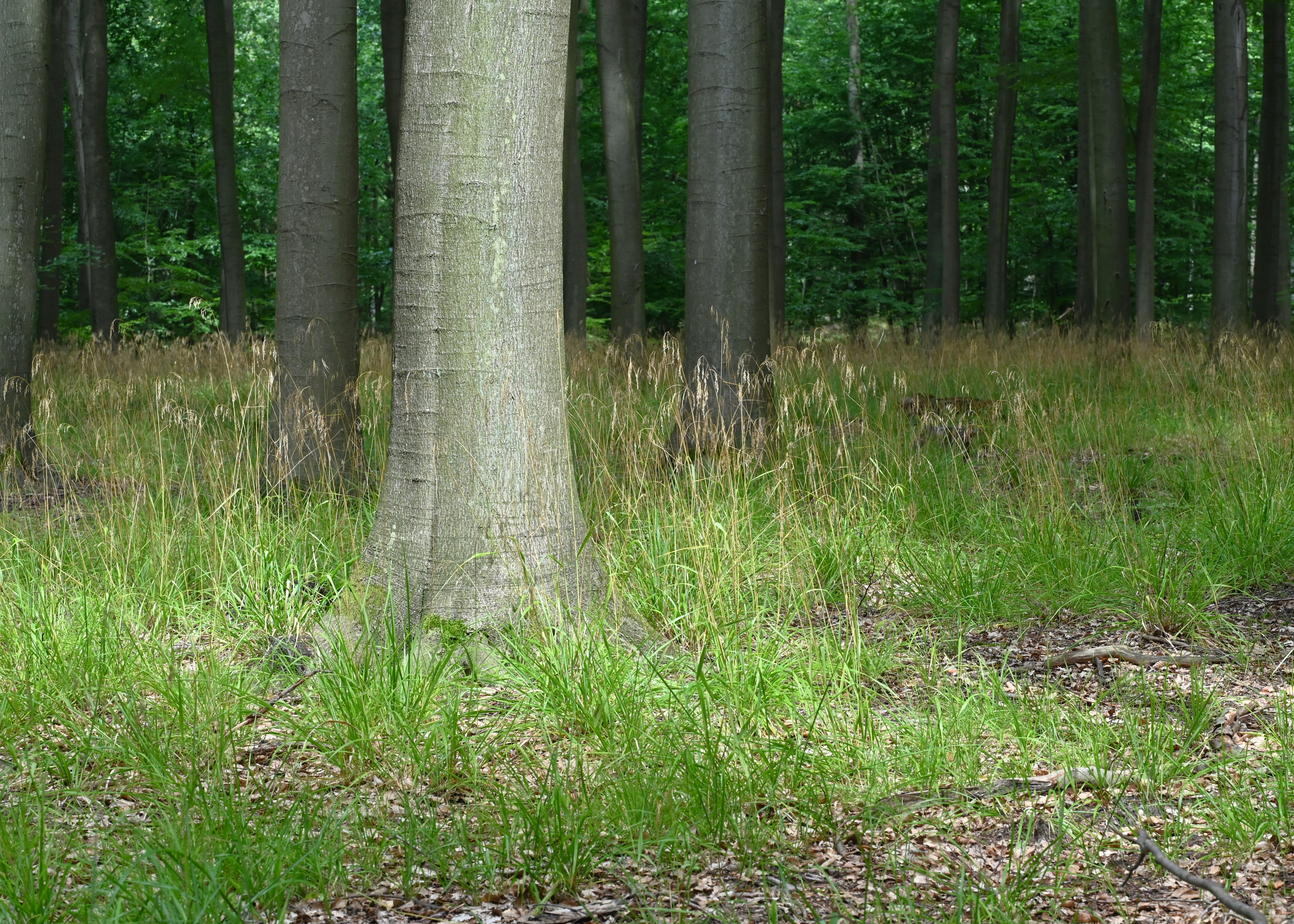
Kostrzewa leśna dominująca w runie Puszczy Bukowej pod Szczecinem

RozwójBylina, hemikryptofit (pączki zimujące znajdują się na poziomie ziemi). Kwitnie w okresie od czerwca do lipca. Dobrze znosi mrozy i suszę.
SiedliskoRośnie w lasach liściastych i zaroślach, na glebach kwaśnych, umiarkowanie ubogich do zasobnych, umiarkowanie wilgotnych. Preferuje stanowiska umiarkowanie zacienione, umiarkowanie chłodne warunki klimatyczne.
FitosocjologiaW klasyfikacji zbiorowisk roślinnych gatunek charakterystyczny (Ch.) dla związku (All.) Fagion sylvaticae, zespołu (Ass.) podgórskiego łęgu jesionowego (Dentario enneaphylli-Fagetum), podzwiązku (SubAll.) żyzne buczyny niżowe (Galio odorati-Fagenion) i zespołu (Ass.) żyzna buczyna niżowa typu pomorskiego (Galio odorati-Fagetum). Gatunek wyróżniający (D.) dla zbiorowiska (Zb.) ciepłolubna buczyna storczykowa regionu sudeckiego (Fagus sylvatica-Hypericum maculatum). Gatunek istotny diagnostycznie wspólny dla zbiorowiska (Zb.) ( Fagus sylvatica-Mercurialis perennis). Gatunek neutralny wobec kontynentalizmu.

## Zastosowanie
Kostrzewa leśna wykorzystywana jest na rabaty w ogrodzie, do skrzynek i pojemników na balkon. Stosowana jest do suchych bukietów. Rozmnaża się przez nasiona wysiewane jesienią lub wiosną albo przez podział kęp.